# Look No Further
"Look No Further" é uma canção da cantora britânica Dido para o terceiro álbum, Safe Trip Home. Foi lançado como download digital no seu site oficial em 22 de Agosto de 2008.